# Le Hameau englouti
Le Hameau englouti est le 8e album de la série de bande dessinée La Patrouille des Castors dessinée par MiTacq sur un scénario de Jean-Michel Charlier. Il est prépublié dans le journal Spirou entre septembre 1959 et mars 1960, puis publié sous forme d'album en 1961.

## Univers

### Synopsis
La Patrouille des Castors se rend à Rochecombe, où elle s'était déjà rendu lors de l'aventure Le Trophée de Rochecombe.  Les scouts désirent assister à la mise sous eau du hameau de Bellecombe, à la suite de la mise en service d'un barrage. Dans le hameau vit un vieil homme simple d'esprit et rejeté par tous, le vieux Gus.  Ce dernier vit avec son chien Charlemagne et ne veut pas quitter sa vieille masure.  Les scouts le prennent en pitié et se lient d'amitié avec lui.  Lors d'un feu de camp, il s'accuse d'avoir tué un homme et d'avoir laissé un autre payer à sa place.  Délire d'un vieux fou ?  Peut-être.  Mais sur la route pour rentrer chez lui, il est tué par une voiture...

### Personnages
Les scouts :
- Poulain, chef de patrouille
- Chat
- Faucon
- Tapir
- Mouche

Les autres personnages :
- Gus : vieil homme, simple d'esprit
- le curé de Rochecombe
- Pierre Lescot : condamné à perpétuité pour meurtre
- Monsieur Lenormand : châtelain

## Historique
L'histoire est inspirée de la mise sous eaux du village de Tignes, en Savoie.

## Publication

### Revues
Publié dans Spirou du 10 septembre 1959 (n° 1117) au 17 mars 1960 (n° 1144).

### Album
Publié en album en 1961, aux éditions Dupuis. Il a ensuite été réédité en janvier 1971 (avec un numéro 8, sur la couverture), en octobre 1979, en avril 1986 (en album cartonné). Il a ensuite été réédité dans le 3e tome de la série Tout MiTacq, Les Castors - Par monts et par vaux, publié en janvier 1991 et dans le 2e tome de L'intégrale de la Patrouille des Castors, en septembre 2011.

### Couverture de l'album
La couverture de l'album représente Poulain faisant de la plongée dans le lac artificiel et suivi par un autre plongeur.